# جوني دوغلاس
جوني دوغلاس (بالإنجليزية: Johnny Douglas) (3 سبتمبر 1882 المملكة المتحدة - 19 ديسمبر 1930 الدنمارك) هو لاعب كرة قدم بريطاني.

## وصلات خارجية
جوني دوغلاس على موقع إي آس بي آن كريك إنفو (الإنجليزية)
- جوني دوغلاس على موقع اللجنة الأولمبية الدولية (الإنجليزية)
- جوني دوغلاس على موقع أوليمبيديا (الإنجليزية)